# Simona Vinci
Simona Vinci (Milano, 6 marzo 1970) è una scrittrice e traduttrice italiana.

## Biografia
Nata a Milano, cresce a Budrio, in provincia di Bologna.
Il suo esordio letterario risale al 1997, con il romanzo Dei bambini non si sa niente, edito da Einaudi nella collana Stile libero; il libro ha vinto nel 2000 il Premio Elsa Morante opera prima. Nel 1999 il suo libro di racconti In tutti i sensi come l'amore arriva nella cinquina finale del Premio Campiello. Nel 2003, sempre al Premio Campiello, il suo romanzo Come prima delle madri si classifica al secondo posto.
Nel 2009 è stata fra gli ospiti del festival letterario Mondello Giovani dedicato agli autori di nuova generazione.
Su Rai 3 nel 2000 ha condotto Cenerentola, un programma di Gregorio Paolini, e nel 2006 Milonga Station, come autrice e conduttrice insieme a Carlo Lucarelli e Giampiero Rigosi) e per la radio (Radio Rai Due).
Ha tradotto vari libri: fra gli altri, Shirley Jackson e Steve Erickson.
I suoi libri sono tradotti e pubblicati in quindici paesi.
Nel 2016 ha scritto il suo primo testo teatrale Porta della Rocca Ostile, diretto da Andrea Adriatico all'interno del progetto Bologna, 900 e duemila, dedicato ai 900 anni del Comune di Bologna, e allestito alla Scalinata del Pincio di Bologna. Il 29 marzo dello stesso anno esce il romanzo La prima verità pubblicato da Einaudi Stile libero, che vince il Premio Campiello 2016.
Il 19 settembre 2017 pubblica il romanzo autobiografico Parla, mia paura nel quale narra la propria lotta contro la depressione e gli attacchi di panico.
Il 14 marzo 2019 esce il libro Mai più sola nel bosco. Dentro le fiabe dei Fratelli Grimm pubblicato da Marsilio, dove racconta la sua infanzia vista attraverso la lente delle fiabe. Il libro vince la 36ª edizione del Premio Rapallo Carige per la donna scrittrice.

## Opere
- Dei bambini non si sa niente, Einaudi Stile Libero, 1997.
- Corri Matilda, EL, 1998.
- Matilda city, EL, 1998.
- In tutti i sensi come l'amore, Einaudi Stile Libero, 1999.
- Come prima delle madri, Einaudi, 2003.
- Brother and sister, Einaudi Stile Libero, 2004.
- Stanza 411, Einaudi Stile Libero, 2006.
- Rovina, Edizioni Ambiente, 2007.
- Strada Provinciale Tre, Einaudi Stile libero Big, 2007.
- Nel bianco, Rizzoli, 2008.
  -  Nel bianco, Neri Pozza, 2020, ISBN 978-88-545-1955-8.
- Suino pesante padano, in Il gusto del delitto, Leonardo Publishing, 2008.
- Un'altra solitudine, collana I Corti di Carta del Corriere della Sera, Einaudi Stile Libero, 2008.
- Scheletrina - Cicciabomba, Salani, 2012.
- La prima verità, Einaudi Stile Libero Big, 2016.
- Parla, mia paura, Einaudi Stile Libero Big, 2017, ISBN 9788806235901.
- Mai più sola nel bosco. Dentro le fiabe dei Fratelli Grimm, Marsilio, 2019, ISBN 9788829700158.
- L'altra casa, Einaudi Stile Libero Big, 2021, ISBN 9788806244828.
- Porta della Rocca Ostile, in Bologna 900 e duemila, Pendragon, 2023.

### Antologie
- AA.VV., Dal grande fiume al mare, Pendragon, 2003.
- AA.VV., Ragazze che dovresti conoscere - The sex anthology, a cura di Simona Vinci, Einaudi Stile Libero, 2004.
- AA.VV., Sei fuori posto. Storie italiane, Einaudi Stile libero, 2010.
- AA.VV., Alzando da terra il sole. Parole per l'Emilia, Mondadori Strade blu, 2012.

## Premi
- 2003 – Premio Brancati per Come prima delle madri,[8]
- 2008 – Premio Procida-Isola di Arturo-Elsa Morante[9]
- 2016 – Premio Campiello per La prima verità.
- 2017 – Premio Omegna Giovani per La prima verità.
- 2021 – Premio Rapallo per Mai più sola nel bosco. Dentro le fiabe dei Fratelli Grimm.

## Traduzioni
- Lucy Daniels, I coniglietti del cuore, EL, 1997.
- Lucy Daniels, Mamma gatta cerca casa, EL, 1997.
- Ben Bo, Il volo, Buena Vista, 2001.
- Joanne Rocklin, Strudel stories, Buena Vista, 2001.
- William T. Vollmann, Manette, istruzioni per l’uso, Fanucci, 2003.
- Bella Bathurst, Cosí speciali, Einaudi, 2004.
- William T. Vollmann, Tredici storie per tredici epitaffi, Fanucci, 2005.
- Steve Erickson, Zeroville, Bompiani, 2008.
- Nicola Barker, L’evidenza dei fatti, Sartorio, 2008.
- Cynthia Ozick, Corpi estranei, Bompiani, 2011.
- Kate Tempest, Le buone intenzioni, Sperling & Kupfer, 2017.
- Shirley Jackson, Un giorno come un altro, Adelphi, 2019.
- Shirley Jackson, La ragazza scomparsa, Adelphi, 2019.
- Shirley Jackson, Pomeriggio d’estate, Adelphi, 2020.
- Shirley Jackson, La luna di miele di Mrs. Smith, Adelphi, 2020.
- Shirley Jackson, Un giorno come un altro, Adelphi, 2022.
- Jessamine Chan, La scuola per le buone madri, Mondadori, 2023.